# Струев, Александр Иванович
Алекса́ндр Ива́нович Стру́ев (10 (23) февраля 1906, п. Алчевск, Васильевская волость, Славяносербский уезд, Екатеринославская губерния, Российская империя — 12 декабря 1991, Москва, СССР) — советский государственный и партийный деятель, 18 лет возглавлял министерство торговли СССР.
Герой Социалистического Труда (1976). Член ВКП(б) / КПСС с 1927. Член ЦК КП Украины (1949—1954). Член ЦК КПСС (1956—1961, 1966—1986). Кандидат в члены ЦК КПСС (1961—1966).

## Биография
Родился в семье рабочего. После окончания начальной школы в 1917 г. работал на угольной шахте выборщиком породы и камеронщиком. С 1923 г. чернорабочий и табельщик.
- С 1925 г. на советской и партийной работе — секретарь комсомольской ячейки, управляющий делами Сорокинского райкома партии, секретарь Сорокинского рудничного комитета комсомола, заведующий подотделом Кадиевского райкома партии, председатель Сорокинского поселкового Совета, заместитель председателя Краснодонского райисполкома, председатель Харцызского райисполкома.
- В 1939—1941 годах возглавлял Донецкий областной совет потребкооперации.
- В 1941 г. — заместитель председателя Сталинского (ныне Донецкого) облисполкома.
- В 1942—43 гг. начальник Управления военной торговли поочерёдно Южного фронта, Северо-Кавказского фронта, IV-го Украинского фронта.
- В 1943 г. отозван из армии на должность заместителя председателя Сталинского (ныне Донецкого) облисполкома.
- В 1944—47 гг. — председатель Сталинского облисполкома.
- В 1947—53 гг. — первый секретарь Сталинского обкома КП Украины.
- В 1954—58 гг. — 1-й секретарь Пермского обкома КПСС.
- В 1958—62 гг. — заместитель Председателя Совета Министров РСФСР (курировал торговлю).
- В 1962—65 гг. — председатель Государственного комитета СССР по торговле.
- С сентября 1965 года по январь 1983 года — Министр торговли СССР.

«Работа должна быть выше человека, тогда возникает желание её познать, а следовательно, естественным образом появляются навыки и опыт» (А. И. Струев).
- С января 1983 года — персональный пенсионер союзного значения.

Делегат 19—25-го съездов КПСС; в 1952—56 член Центральной ревизионной комиссии КПСС. Депутат Верховного Совета СССР 2—5-го и 7—9-го созывов.
Похоронен на Троекуровском кладбище (1-й уч)

## Награды
- Герой Социалистического Труда (20.02.1976) — в связи с 70-летием и отмечая заслуги перед Советским государством
- пять орденов Ленина:

1. 03.03.1956 — в связи с 50-летием со дня рождения и отмечая заслуги перед Советским государством
2. 25.07.1957
3. 22.02.1966 — в связи с 60-летием со дня рождения и отмечая заслуги перед Советским государством
4. 30.08.1971
5. 20.02.1976 — к званию Герой Социалистического Труда

- орден Октябрьской Революции (21.02.1986)
- орден Отечественной войны 1-й степени (11.03.1985)
- орден Отечественной войны 2-й степени (01.02.1945)
- орден Трудового Красного Знамени (01.01.1948)
- медаль «Партизану Отечественной войны» 1-й степени (19.02.1945)
- другие медали